# بحيرة ويوان
بحيرة ويوان في المغرب تقع في إقليم خنيفرة وهي منطقة سياحية تقع في قلب جبال الأطلس المتوسط وغابات الأرز فهي أكبر غابات في المغرب وتبعد عن منابع أم الربيع 10كيلومتر وعن مدينة مريرت 37 كيلومتر. وتتوفر هذه البحيرة على عدة إمتيازات طبيعية تتمثل أساسا في هوائها النقي وخضرتها وهدوئها إضافة إلى مياهها التي تضفي على الفضاء سحرا خاصا يجعلها وجهة مفضلة لدى العديد من الشبان الذين يخيمون بجوارها، غير أن بحيرة ويوان فقدت الكثير من مقوماتها ومميزاتها الطبيعية، بسبب الإهمال الذي لحق بها، حيث أن حال البحيرة ووضعها البيولوجي تراجع كثيرا في السنوات الأخيرة، والسبب يعود أساسا إلى عدم قيام مصالح المياه والغابات بالأدوار المنوطة بها بهذا الخصوص والمتمثلة في قص النباتات الموجودة في المياه وتنقيتها من مختلف مظاهر التلوث.
```
يعيش في بحيرة ويوان الكثير من أنواع الأسماك، منها الشبوط وترويتا وقد اصطاد فيها أكبر سمكة طولها 1.36متر.
[
4
]
[
5
]
```

وقد صنفت بحيرة ويوان التي تتميز بتنوع بيولوجي والواقعة بالمنتزه الوطني لخنيفرة الواقع على ارتفاع 1600 متر، ضمن لائحة رامسار للمواقع الرطبة ذات الأهمية العالمية، غير أن جائحة كوفيد 19 أثرت على توافد الزوار إليها.

## فنادق البحيرة
يوجد بجوار بحيرة ويوان مجموعة من الفنادق والذي تبدأ أسعار المبيت فيها إبتداءاً من 300 درهم.